# Seseli inaequale
Seseli inaequale är en flockblommig växtart som beskrevs av N.Terrac. Seseli inaequale ingår i släktet säfferötter, och familjen flockblommiga växter. Inga underarter finns listade i Catalogue of Life.